# Klaus Michael Grüber
Klaus Michael Grüber (Neckarelz, 4 giugno 1941 – Belle Île, 22 giugno 2008) è stato un regista teatrale tedesco.

## Biografia
Assistente di Giorgio Strehler a Milano dal 1964 al 1967, vi mise in scena nel 1968 l’Off limits di Arthur Adamov. In patria si avvalse dell'aiuto di Eduardo Arroyo e Antonio Recalcati come scenografi; di questo periodo si ricordano il Faust ridotto del 1982, La recita della serva Zerline (1986) e, soprattutto, il rifacimento del Faust (2000), della durata di 24 ore. Nel 1991 recita la parte di Hans nel film Gli amanti del Pont-Neuf.

## Filmografia

### Cinema
- Winterreise im Olympiastadion (1977), in collaborazione con Ellen Hammer
- Gli amanti del Pont-Neuf (1991), regia di Leos Carax
- 8 donne e ½ (1999), regia di Peter Greenaway

### Televisione
- Die Bakchen (1974)
- Fermata Etna (1981)
- Faust (1982)
- Die Affäre Rue de Lourcine (1986), in collaborazione con Peter Behle
- Bérénice (1987)
- From the House of the Dead (1992), regia di Brian Large

## DVD
- L'incoronazione di Poppea (C. Monteverdi), dir. Marc Minkowski (2000)
- Il ritorno d'Ulisse in patria (C. Monteverdi), dir. Nikolaus Harnoncourt (2002)